# Craugastor punctariolus
Craugastor punctariolus  is een kikker uit de familie Craugastoridae.

## Naam en indeling
De soort werd voor het eerst wetenschappelijk beschreven door Wilhelm Peters in 1863. Oorspronkelijk werd de wetenschappelijke naam Hyla punctariola gebruikt en later werd de soort in het geslacht Eleutherodactylus geplaatst.

## Verspreiding en habitat
De soort komt voor in delen van Midden-Amerika en leeft endemisch in de westelijke en centrale bergketens van Panama. De soort wordt bedreigd door het verlies van habitat en de schimmelziekte chytridiomycose.
Craugastor punctariolus leeft in de Cordillera de Talamanca en in de Panamese Cordillera Central op hoogtes tussen de 560 en 1000 meter boven zeeniveau. Momenteel is de soort alleen nog uit Panama bekend, maar in het verleden is de soort ook waargenomen in Las Tablas bij het Costa Ricaanse deel van Internationaal park La Amistad. Deze semi-aquatische soort was lokaal algemeen.

## Bedreiging en bescherming
Habitatverlies en chytridiomycose vormen een bedreiging voor Craugastor punctariolus. Bij een studie in Coclé werd het effect van de komst van chytridiomycose op drie subpopulaties van de soort waargenomen: aanvankelijk de subpopulaties waren groot met een stabiele leeftijdsopbouw, maar binnen twee maanden na de komst van de ziekte waren ze verdwenen.
In 2010 werd de soort voor het laatst gezien, bij Cerro Bruja. Vijf kikkers werden dat jaar gevangen voor een fokprogramma in El Valle Amphibian Conservation Center. Dit fokprogramma was echter zonder succes doordat legsels onbevrucht waren, kikkervisjes zich niet goed ontwikkelden en de vijf oorsprongsdieren overleden. De status van Craugastor punctariolus werd in 2019 verhoogd van "bedreigd" naar "kritiek".